# تصوير الأوردة بالممانعة
تخطيط الامتلاء الدموي بالمعاوقة أو تخطيط التحجم بالممانعة أو تصوير الأوردة بالممانعة (بالإنجليزية: Impedance phlebography)‏ بالمعاوقة هو اختبار طبي غير بَاضِع يقيس التغيرات الطفيفة في المقاومة الكهربائية للصدر أو بطن الساق أو أجزاء أخرى من جسم الإنسان. كما توضح هذه القياسات التغيرات التي تحدث في حجم الدم، وقد تساعد بشكل غير مباشر في الكشف عن احتمال الإصابة بمرض الخثار الوريدي من عدمه. لذلك، يعد هذا الإجراء الطبي بديلاً عن التصوير الوريدي، وهو من الوسائل الباضعة التي تتطلب قدرًا كبيرًا من المهارة لتنفيذها بدقة عالية وكفاءة متناهية.
فيما يخص الصدر، تم تطوير هذه التقنية بواسطة وكالة ناسا لقياس التغيرات في المعاوقة الثانية داخل الصدر بينما يدق القلب ليتم حساب كل من النتاج القلبي ومحتوى الرئة من الماء. وقد تم العمل كثيرًا على هذه التقنية وتطويرها سريريًا، (وتُعرف حاليًا باسم BioZ؛ أي المعاوقة البيولوجية، ويتم الترويج لها من قبل جهة التصنيع الرائدة في الولايات المتحدة)، تُتيح إجراء اختبارات منخفضة التكلفة وغير باضعة من أجل الوصول إلى تقديرات النتاج القلبي والمقاومة الطرفية الكلية باستخدام 4 أقطاب فقط على الجلد، حيث يتم قياس ذبذبات ضغط الدم وحجم مياه الرئة مع خلع المريض للحد الأدنى من ملابسه في العيادات الطبية المتوفر لديها الأجهزة والمعدات الطبية اللازمة.
بالنسبة لأوردة الساقين، يقوم الاختبار بقياس حجم الدم أسفل الساق عند حدوث انسداد وريدي مؤقت. يتم ذلك من خلال نفخ كفّة هوائية حول الفخذ من أجل توفير الضغط الكافي لإيقاف التدفق الوريدي وليس التدفق الشرياني، وبالتالي يرتفع ضغط الدم الوريدي حتى يتساوى مع الضغط أسفل الكفّة. وعند تفريغ الهواء من الكفة، تحدث سيولة وريدية سريعة وعودة فورية إلى حجم الدم الطبيعي. يعمل الخثار الوريدي على تحويل الاستجابة الطبيعية إلى انسداد وريدي مؤقت بطريقة مميزة للغاية، مما يستبب في تأخر إفراغ النظام الوريدي بعد رفع العاصِبَة. كما تتناقص الزيادة في حجم الدم عادةً بعد ملء الكفة بالهواء ونفخها.